# Man of Steel
Man of Steel är en amerikansk-brittisk superhjältefilm om Stålmannen som hade biopremiär i USA den 14 juni 2013. Filmen är regisserad av Zack Snyder och skrevs av Christopher Nolan och David S. Goyer. Det är en nystart av filmserien och första filmen i det gemensamma universumet DC Extended Universe.
Uppföljaren Batman v Superman: Dawn of Justice hade premiär våren 2016.

## Handling
Ända sedan Clark Kent insåg att han äger unika förmågor har han förstått att han kommer från en annan värld. När han som ung man söker efter sitt ursprung får han veta varför han skickats till jorden. Men inom honom bor en starkare kraft att vilja göra vad som är rätt. Snart står människornas hopp till en oväntad hjälte.

## Rollista (i urval)

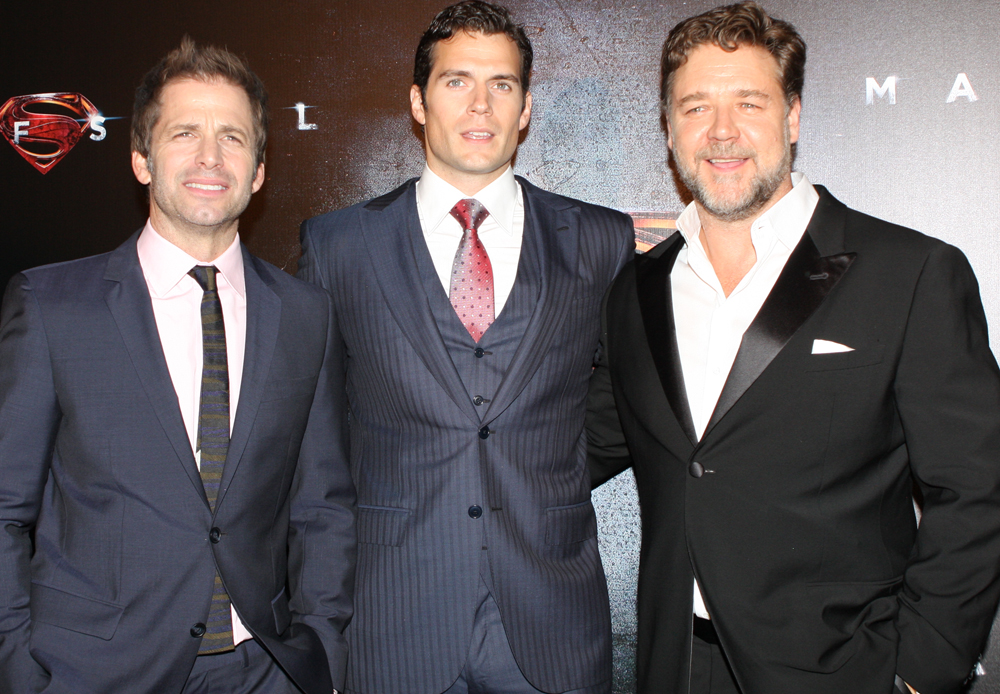
V till H: Regissören Zack Snyder tillsammans med skådespelarna Henry Cavill och Russell Crowe på röda mattan vid filmens premiär i Sydney 2013.

| Henry Cavill       | – Kal-El / Clark Kent / Stålmannen |
| Amy Adams          | – Lois Lane                        |
| Michael Shannon    | – General Zod                      |
| Russell Crowe      | – Jor-El                           |
| Kevin Costner      | – Jonathan Kent                    |
| Diane Lane         | – Martha Kent                      |
| Laurence Fishburne | – Perry White                      |
| Antje Traue        | – Faora                            |
| Ayelet Zurer       | – Lara Lor-Van                     |
| Harry Lennix       | – Lieutenant General Swanwick      |
| Christopher Meloni | – Colonel Nathan Hardy             |
| Richard Schiff     | – Dr. Emil Hamilton                |
| Mackenzie Gray     | – Jax-Ur                           |
| Michael Kelly      | – Steve Lombard                    |
| Carla Gugino       | – Kelor (röst)                     |

## Produktion
Under utvecklingsstadiet av filmen The Dark Knight Rises tänkte David S. Goyer ut en idé om hur karaktären Stålmannen skulle kunna presenteras för den moderna publiken. Christopher Nolan blev intresserad av konceptet och pitchade den för studion. Nolan valde sedan att producera filmen.
Inspelning påbörjades den 1 augusti 2011, i ett industriområde i närheten av flygplatsen DuPage under kodnamnet "Autumn Frost". Snyder valde att spela in filmen med film istället för digitalt. Produktionen tog plats i Plano, Illinois, Kalifornien, Chicago och senare i Vancouver. Inspelningarna varade till februari 2012.
Hans Zimmer som även skapade musiken till The Dark Knight trilogin hade först sagt att han ej skulle göra musiken för Man of Steel. I juni 2012 meddelades det att Zimmer hade valt att göra musiken till filmen.
Filmen var först tänkt att ha biopremiär i december 2012 men i juli samma år meddelades att den sköts upp till juni 2013.